# Xacahua
Xacahua är en ort i Mexiko.   Den ligger i kommunen Villa de Tamazulápam del Progreso och delstaten Oaxaca, i den sydöstra delen av landet, 250 km sydost om huvudstaden Mexico City. Xacahua ligger 2 016 meter över havet och antalet invånare är 184.
Terrängen runt Xacahua är huvudsakligen kuperad, men åt nordost är den platt. Runt Xacahua är det ganska tätbefolkat, med 56 invånare per kvadratkilometer. Närmaste större samhälle är Tamazulapam Villa del Progreso, 3,9 km söder om Xacahua. Trakten runt Xacahua består i huvudsak av gräsmarker.